# Control Myself
Control Myself è una canzone del rapper statunitense LL Cool J in collaborazione con Jennifer Lopez, pubblicata nel febbraio 2006 come secondo singolo estratto dal suo dodicesimo album Todd Smith.

## Descrizione
Prodotto da Jermaine Dupri, il brano è la seconda collaborazione di LL Cool J con Jennifer Lopez dopo il successo ottenuto nel 2002 con All I Have, e contiene un campionamento di Looking for the Perfect Beat, brano del 1982 di Afrika Bambaataa.

## Tracce
1. Control Myself – 3:53

## Classifiche
| Chart (2006)                         | Posizione più alta |
| ------------------------------------ | ------------------ |
| Australian ARIA Singles Chart        | 17                 |
| Austrian Singles Chart               | 70                 |
| Belgian Singles Chart                | 14                 |
| Brazil Hot 100 Singles               | 41                 |
| Billboard Canadian Singles Chart     | 4                  |
| Dutch Top 40                         | 13                 |
| Eurochart Hot 100 Singles            | 17                 |
| Finnish Singles Chart                | 11                 |
| German Singles Chart                 | 25                 |
| Irish Singles Chart                  | 5                  |
| Italian Singles Chart                | 35                 |
| Japan J-Wave Tokio Hot 100           | 75                 |
| Mexican Digital Sales Chart          | 5                  |
| New Zealand RIANZ Singles Chart      | 7                  |
| Official Singles Chart               | 2                  |
| U.S. Billboard Hot 100               | 4                  |
| U.S. Billboard Hot Rap Tracks        | 9                  |
| U.S. Billboard Hot R&B/Hip-Hop Songs | 28                 |
| U.S. Billboard Hot Dance Club Play   | 29                 |
| U.S. Billboard Pop 100               | 5                  |